# Bohemios
Bohemios es una zarzuela española que cuenta con música de Amadeo Vives (1871-1932), y libreto de Guillermo Perrín y Vico y Miguel de Palacios, basado en Scènes de la vie de bohème de Henry Murger. Fue estrenada en el Teatro de la Zarzuela de Madrid el 24 de marzo de 1904. Consta de un acto y tres cuadros.

## Historia
A pesar de que su estreno fue un éxito, contó con una circunstancia desfavorable, y es que los ánimos del público del Teatro de la Zarzuela estaban predispuestos en contra debido al estreno, un día antes, de la zarzuela La obra de la temporada, con libreto de Sinesio Delgado y música de Joaquín Valverde Sanjuán. Debido a ese estado de ánimo, al término del primer cuadro de la obra de Vives el público se mantuvo frío, pero tras el grandioso coro del segundo, todo cambió. Vives hubo de salir varias veces a saludar y el número fue repetido en tres ocasiones.
A partir de ahí, su éxito fue imparable: en los primeros veinticinco años, se representó unas dieciocho mil veces. Dado el éxito, en 1920 y a instancias del Teatro Real de Madrid, se propuso su conversión en ópera, mediante el añadido de números musicales a las largas partes habladas. Por aquel entonces, Vives se encontraba inmerso en otros proyectos, delegando esa tarea a Conrado del Campo para llevar a cabo la adaptación, realizando una labor meritoria. No obstante, desde 1965 sólo se representa la versión original, a instancias de Antoni Ros Marbá. La versión ampliada nunca ha sido llevada al disco.

## Personajes
| Personaje      | Tesitura     | Reparto del estreno 24 de marzo de 1904 (Director: - ) |
| -------------- | ------------ | ------------------------------------------------------ |
| Cosette Lissan | soprano      | Amparo Taberner                                        |
| Victor Dubal   | buffo        | Antonio González                                       |
| Pelagia        | mezzosoprano | Nieves González                                        |
| Marcelo Lissan | buffo        | Vicente García Valero                                  |
| Roberto Randel | tenor        | Carlos Allen Perkins                                   |
| Juana          | soprano      | Clotilde Rovira                                        |
| Cecilia        | mezzosoprano | Nieves González                                        |
| Papá Giraud    | barítono     | José Riquelme                                          |

## Argumento
Roberto y Victor son un músico y un poeta bohemios que viven en una buhardilla de París y sueñan con que sus obras se representen en la ópera. Una de las vecinas del edificio, Cosette, sueña a su vez con ser cantante y sus continuos ensayos distraen la labor de composición de los dos amigos.
Una serie de casualidades hacen que Cosette, que tiene una importante audición para la ópera, encuentre la partitura que está escribiendo Roberto. Poco después se ven en persona por primera vez y tienen un flechazo. Cosette acaba cantando el aria de Roberto lo que supone un triunfo para la pareja, que ya planea casarse.

## Adaptación al cine
En 1937, se hizo una adaptación cinematográfica dirigida por Francisco Elías.  
En 1969, TVE hizo una adaptación cinematográfica dirigida por Juan de Orduña, con Federico Moreno Torroba ocupándose de la dirección de la orquesta y con el siguiente reparto:
| Personaje      | Intérpretes            | Intérpretes        |
| Personaje      | Actor / Actriz         | Cantante           |
| Roberto Randel | Armando Calvo          | Carlo del Monte    |
| Lissan Cosette | Dyanik Zurakowska      | Josefina Cubeiro   |
| Víctor Duval   | Antonio Durán          | Enrique del Portal |
| Mr. Girard     | José Franco            | Ramón Alonso       |
| Marcelo Lissan | Antonio Martelo        |                    |
| Pelagia        | Matilde Muñoz Sampedro |                    |
| Escrip         | Adriano Domínguez      |                    |
| Cecilia        | Tania Ballester        |                    |
| Juana          | Claudia Gravy          |                    |
| Rossan         | Ignacio de Paul        |                    |